# Nürburgring 24-timmars

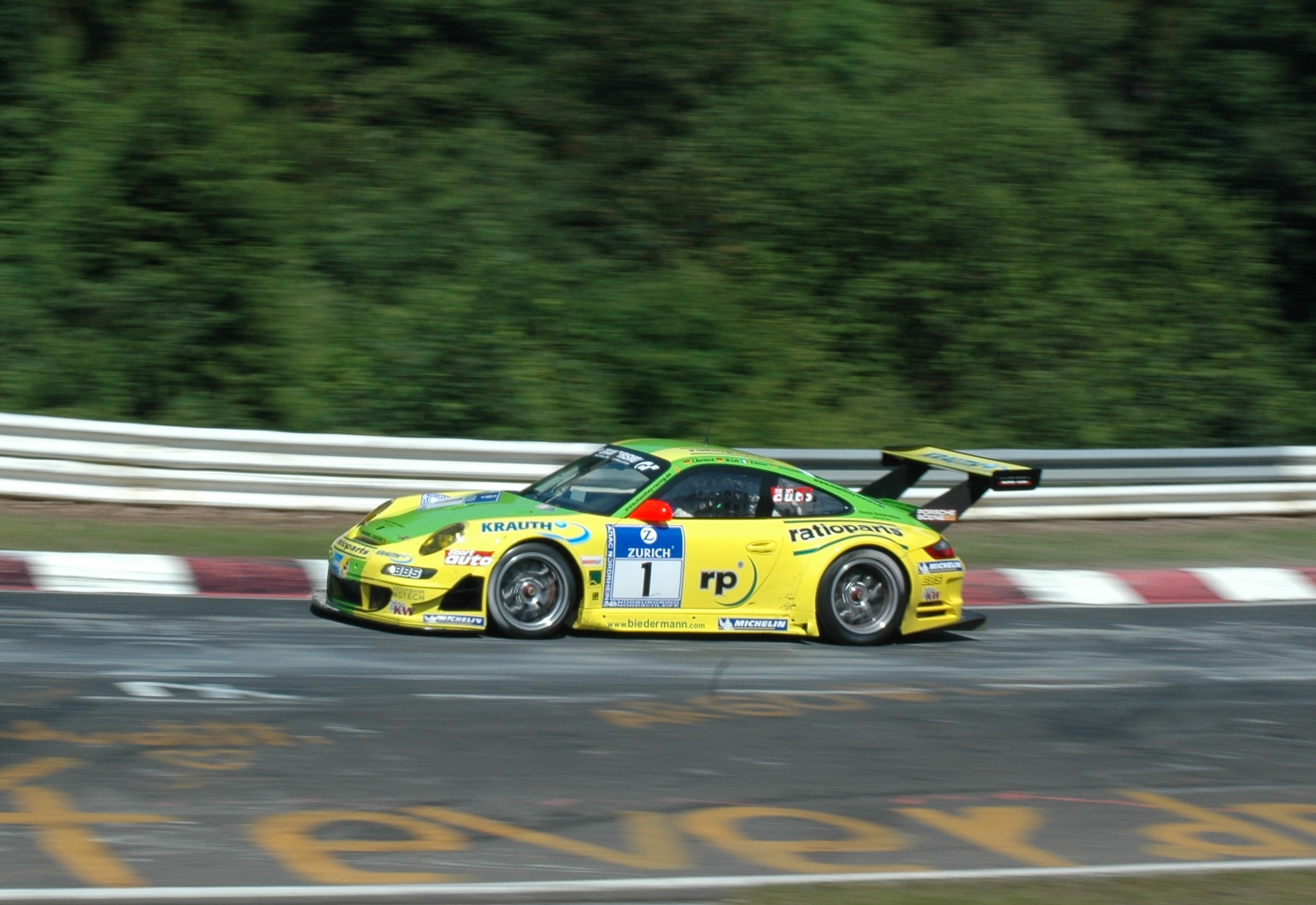
Manthey Racings Porsche 997 GT3-RSR, vinnare 2007 och 2008.

Nürburgring 24-timmars är en långdistanstävling för standardvagnar och GT-vagnar på Nürburgring i Tyskland som organiserats av ADAC sedan 1970.
Tävlingen är inspirerad av Le Mans 24-timmars och Spa 24-timmars. Den hålls på den beryktade Nordschleife ("Nordslingan") och riktar sig till amatörer i standardvagnar, till skillnad från Nürburgring 1000 km som hålls på GP-banan och som lockar professionella team i sportvagnar.

## Historia
Den första 24-timmarstävlingen hölls 1970, som ett billigare alternativ till 1000 km-tävlingen som ingick i sportvagns-VM mellan 1953 och 1992
Deltagande fordon varierar från rena standarbilar till WTCC-bilar och sportbilar som Porsche 911. Under nittiotalet tilläts bara standarvagnar, vilket ledde till att tävlingens popularitet minskade. Därför tillåts snabbare bilar sedan 1999, såsom Zakspeeds Chrysler Viper GTS-R, modifierade DTM-bilar från Opel och Audi samt Schnitzer Motorsports BMW M3 GTR V8 som hade tävlat i American Le Mans Series säsongen 2001.
I kvalet tillåts 230 bilar, varv 220 går vidare till tävlingen. Antalet förare överstiger 800 personer, fördelat på två, tre eller fyra i varje bil. Varje förare får köra 150 minuter i sträck och får köra två bilar under tävlingen. Föraren måste dock vila minst två timmar mellan varje körpass.

## Vinnare
| År            | Förare                                                                      | Bil                                        | Team                                       |
| ------------- | --------------------------------------------------------------------------- | ------------------------------------------ | ------------------------------------------ |
| 1970          | Hans-Joachim Stuck Clemens Schickentanz                                     | BMW 2002 TI                                | Koepchen BMW Tuning                        |
| 1971          | Ferfried Prinz von Hohenzollern Gerold Pankl                                | BMW 2002                                   | Alpina                                     |
| 1972          | Helmut Kelleners Gerold Pankl                                               | BMW 2800 CS                                | Alpina                                     |
| 1973*         | Niki Lauda Hans-Peter Joisten                                               | BMW 3.0 CSL                                | Alpina                                     |
| 1974 och 1975 | Inga tävlingar på grund av oljekrisen                                       | Inga tävlingar på grund av oljekrisen      | Inga tävlingar på grund av oljekrisen      |
| 1976          | Fritz Müller Herbert Hechler Karl-Heinz Quirin                              | Porsche 911 Carrera                        |                                            |
| 1977          | Fritz Müller Herbert Hechler                                                | Porsche 911 Carrera                        |                                            |
| 1978          | Fritz Müller Herbert Hechler Franz Geschwendtner                            | Porsche 911 Carrera                        | Valvoline Deutschland                      |
| 1979          | Herbert Kummle Karl Mauer Winfried Vogt                                     | Ford Escort                                | Cavallo Matras                             |
| 1980          | Dieter Selzer Wolfgang Wolf Matthias Schneider                              | Ford Escort RS 2000                        | Berkenkamp Racing                          |
| 1981          | Helmut Döring Dieter Gartmann Fritz Müller                                  | Ford Capri                                 | Gilden-Kölsch                              |
| 1982          | Dieter Gartmann Klaus Ludwig Klaus Niedzwiedz                               | Ford Capri                                 | Eichberg Racing                            |
| 1983          | Ingen tävling på grund av ombyggnadsarbete                                  | Ingen tävling på grund av ombyggnadsarbete | Ingen tävling på grund av ombyggnadsarbete |
| 1984          | Axel Felder Franz-Josef Bröhling Peter Oberndorfer                          | BMW 635 CSi                                | Auto Budde Team                            |
| 1985          | Axel Felder Jürgen Hammelmann Robert Walterscheid-Müller                    | BMW 635 CSi                                | Auto Budde Team                            |
| 1986          | Markus Oestreich Otto Rensing Winfried Vogt                                 | BMW 325i                                   | Auto Budde Team                            |
| 1987          | Klaus Ludwig Klaus Niedzwiedz Steve Soper                                   | Ford Sierra Cosworth                       | Eggenberger                                |
| 1988          | Edgar Dören Gerhard Holup Peter Faubel                                      | Porsche 911 Carrera                        |                                            |
| 1989          | Emanuele Pirro Roberto Ravaglia Fabien Giroix                               | BMW M3                                     | Team Bigazzi                               |
| 1990          | Altfrid Heger Joachim Winkelhock Frank Schmickler                           | BMW M3 Evo. 2                              | Linder Motorsport                          |
| 1991          | Joachim Winkelhock Kris Nissen Armin Hahne                                  | BMW M3 Evo. 2                              | Schnitzer Motorsport                       |
| 1992**        | Johnny Cecotto Christian Danner Jean-Michel Martin Marc Duez                | BMW M3 Evo. 2                              | Team Bigazzi                               |
| 1993          | "Tonico de Azevedo" Franz Konrad Örnulf Wirdheim Frank Katthöfer            | Porsche 911 Carrera                        | Konrad Motorsport                          |
| 1994          | Karl-Heinz Wlazik Frank Katthöfer Fred Rosterg                              | BMW M3                                     |                                            |
| 1995          | Roberto Ravaglia Marc Duez Alexander Burgstaller                            | BMW 320i                                   | Team Bigazzi                               |
| 1996          | Johannes Scheid Sabine Reck Hans Widmann                                    | BMW M3 E36                                 | Scheid Motorsport                          |
| 1997          | Johannes Scheid Sabine Reck Hans-Jürgen Tiemann Peter Zakowski              | BMW M3 E36                                 | Scheid Motorsport                          |
| 1998          | Marc Duez Andreas Bovensiepen Christian Menzel Hans-Joachim Stuck           | BMW 320d                                   | Schnitzer Motorsport                       |
| 1999          | Peter Zakowski Hans-Jürgen Tiemann Klaus Ludwig Marc Duez                   | Chrysler Viper GTS-R                       | Zakspeed                                   |
| 2000          | Bernd Mayländer Michael Bartels Uwe Alzen Altfrid Heger                     | Porsche 996 GT3-R                          | Porsche Zentrum Koblenz                    |
| 2001          | Peter Zakowski Michael Bartels Pedro Lamy                                   | Chrysler Viper GTS-R                       | Zakspeed                                   |
| 2002          | Peter Zakowski Robert Lechner Pedro Lamy                                    | Chrysler Viper GTS-R                       | Zakspeed                                   |
| 2003          | Manuel Reuter Timo Scheider Marcel Tiemann                                  | Opel Astra V8 Coupé                        | OPC Team Phoenix                           |
| 2004          | Dirk Müller Jörg Müller Hans-Joachim Stuck Pedro Lamy                       | BMW M3 GTR                                 | Schnitzer Motorsport                       |
| 2005          | Pedro Lamy Boris Said Duncan Huisman Andy Priaulx                           | BMW M3 GTR                                 | Schnitzer Motorsport                       |
| 2006          | Lucas Luhr Timo Bernhard Mike Rockenfeller Marcel Tiemann                   | Porsche 996 GT3-MR                         | Manthey Racing                             |
| 2007**        | Marc Lieb Timo Bernhard Romain Dumas Marcel Tiemann                         | Porsche 997 GT3-RSR                        | Manthey Racing                             |
| 2008          | Marc Lieb Timo Bernhard Romain Dumas Marcel Tiemann                         | Porsche 997 GT3-RSR                        | Manthey Racing                             |
| 2009          | Marc Lieb Timo Bernhard Romain Dumas Marcel Tiemann                         | Porsche 997 GT3-RSR                        | Manthey Racing                             |
| 2010          | Jörg Müller Augusto Farfus Uwe Alzen Pedro Lamy                             | BMW M3 GT2                                 | BMW Motorsport                             |
| 2011          | Marc Lieb Timo Bernhard Romain Dumas Lucas Luhr                             | Porsche 997 GT3-RSR                        | Manthey Racing                             |
| 2012          | Marc Basseng Christopher Haase Frank Stippler Markus Winkelhock             | Audi R8 LMS Ultra                          | Team Phoenix                               |
| 2013          | Bernd Schneider Jeroen Bleekemolen Sean Edwards Nicki Thiim                 | Mercedes-Benz SLS AMG GT3                  | Black Falcon                               |
| 2014          | Christopher Haase Christian Mamerow René Rast Markus Winkelhock             | Audi R8 LMS Ultra                          | Team Phoenix                               |
| 2015          | Christopher Mies Nico Müller Edward Sandström Laurens Vanthoor              | Audi R8 LMS                                | WRT                                        |
| 2016**        | Adam Christodoulou Maro Engel Manuel Metzger Bernd Schneider                | Mercedes-AMG GT GT3                        | Black Falcon                               |
| 2017          | Christopher Mies Kelvin van der Linde Connor De Phillippi Markus Winkelhock | Audi R8 LMS                                | Land Motorsport                            |
| 2018**        | Nick Tandy Patrick Pilet Frédéric Makowiecki Richard Lietz                  | Porsche 911 GT3 R                          | Manthey Racing                             |
| 2019          | Frank Stippler Pierre Kaffer Frédéric Vervisch Dries Vanthoor               | Audi R8 LMS                                | Team Phoenix                               |
| 2020          | Nicky Catsburg Alexander Sims Nick Yelloly                                  | BMW M6 GT3                                 | Rowe Racing                                |
| 2021**        | Matteo Cairoli Michael Christensen Kévin Estre                              | Porsche 911 GT3 R                          | Manthey Racing                             |
| 2022          | Kelvin van der Linde Robin Frijns Frédéric Vervisch Dries Vanthoor          | Audi R8 LMS GT3 Evo II                     | Team Phoenix                               |
| 2023          | Earl Bamber Nicky Catsburg Felipe Fernández Laser David Pittard             | Ferrari 296 GT3                            | Frikadelli Racing Team                     |
| 2024          | Ricardo Feller Dennis Marschall Christopher Mies Frank Stippler             | Audi R8 LMS GT3                            | Scherer Sport PHX                          |
| 2025***       | Augusto Farfus Jesse Krohn Raffaele Marciello Kelvin van der Linde          | BMW M4 GT3 EVO                             | Rowe Racing                                |

* – Tävlingen kördes i två åttatimmarsheat, med en sammanlagd vinnare.
** – Tävlingen stoppades tidvis på grund av dåligt väder.
*** – Tävlingen stoppades 2 timmar på grund av strömavbrott.